# St. Barbara (Freiburg im Breisgau)

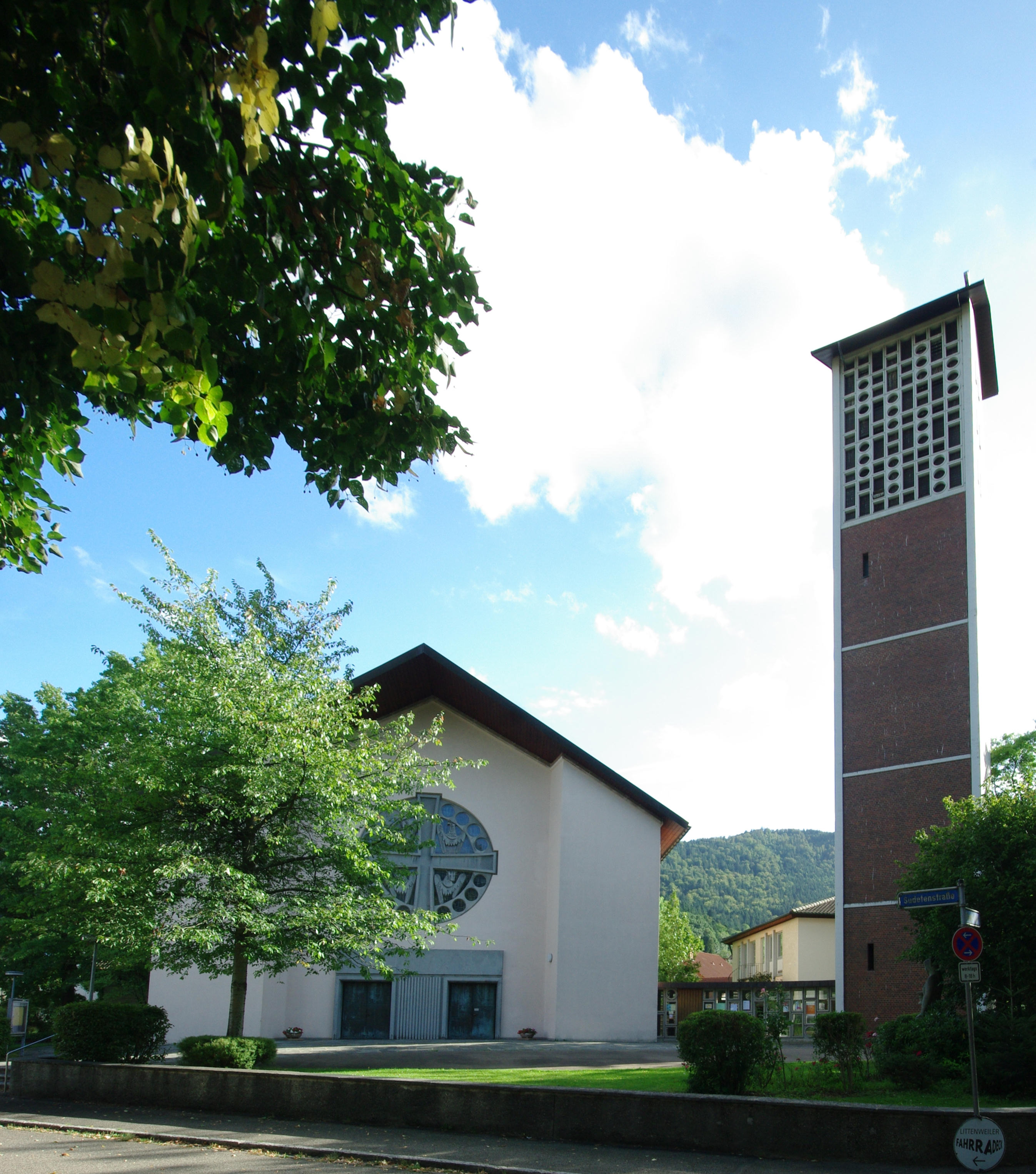
St. Barbara in Littenweiler

Die Kirche St. Barbara ist eine römisch-katholische Pfarrkirche im Stadtteil Littenweiler der Stadt Freiburg im Breisgau.

## Geschichte
Die ursprüngliche Wallfahrtskirche St. Barbara stand am Sonnenberg südlich des Eichbergs oberhalb des Dorfes Littenweiler. Sie wurde urkundlich erstmals 1449 erwähnt, zerstört und nach einem Wiederaufbau 1765 neu geweiht. Joseph II. verbot Wallfahrten, dadurch wurde die Kapelle nicht mehr genutzt und verwahrloste. 1862 wurden ihre Steine mit Ochsenkarren ins Tal befördert und auf dem Dorfplatz zum Bau der Vorgängerkirche der heutigen Kirche St. Barbara genutzt. Die Gemeinde, vordem Filiale von Kappel, wurde 1915 als Pfarrkuratie gegründet und war seit 1944 selbstständig.
Die heutige Kirche wurde 1956/57 nach Plänen von Anton Ohnmacht, Leiter des Erzbischöflichen Bauamts Freiburg, neu gebaut und war der dritte Kirchenneubau seit dem Ende des Zweiten Weltkriegs im Osten der Stadt Freiburg. Der Neubau war nötig geworden, weil die alte Kirche am Dorfplatz zu klein geworden war. Veranlasst durch das rasche Wachstum der Stadt und daraus folgende Wohnungsnot wurde in Littenweiler in den 1950er Jahren Bauland in größerem Stil erschlossen, was zu einem starken Anstieg der Einwohnerzahl führte.
Die alte Kirche wurde profaniert und wird seither als Bürgersaal genutzt. Durch den Dachreiter mit Zwiebelhaube ist sie als ehemalige Kirche noch erkennbar.
Die Pfarrei St. Barbara, der 2009 etwa 3500 Mitglieder angehörten, ist seit 1. Januar 2015 Teil der Katholischen Kirchengemeinde Freiburg Ost, der außerdem die Pfarreien Hl. Dreifaltigkeit (Waldsee), St. Peter und Paul (Kappel) und St. Hilarius (Ebnet) angehören.
Zur Pfarrgemeinde gehört die Mariengrotte Freiburg-Littenweiler.

## Baubeschreibung

### Äußeres
Der nord-südlich ausgerichtete Bau besteht aus einem rechteckigen Kirchenschiff, dem eingezogenen Chor, an dessen Westseite die Sakristei angebaut ist, einer Seitenkapelle mit Durchgang auf der Ostseite des Kirchenschiffs und dem freistehenden Turm westlich  der nördlichen Fassade, der durch einen gedeckten Gang mit der Kirche verbunden ist. Die Eingangsfassade mit zwei Portalen, die von dem Metallbildhauer Alfred Erhart gestaltet wurden, und einer Fensterrose  ist im mittleren Bereich leicht eingezogen. Die Rosette ist durch ein großes Kreuz aus Betonwerkstoff in vier Felder geteilt, in denen jeweils eines der Evangelistensymbole zu sehen ist: Mensch für Matthäus, Adler für Johannes, Löwe für Markus und Stier für Lukas. Der Bau ist gedeckt mit einem flach geneigten Satteldach.
Der 32 Meter hohe Turm (mit Turmkreuz 36 m) enthält fünf Glocken aus Bronze, die alle von der Glockengießerei Schilling aus Heidelberg gegossen wurden – drei mit dem Gussjahr 1953 aus der alten Kirche und die beiden größten aus dem Jahr 1959.
| Glocke | Name                 | Durchmesser | Gewicht | Schlagton |
| ------ | -------------------- | ----------- | ------- | --------- |
| 1      | Papst Pius           | 1072 mm0    | 835 kg  | ges′+7    |
| 2      | Theresia von Lisieux | 964 mm      | 581 kg  | as′+7     |
| 3      | Christkönig          | 810 mm      | 305 kg  | b′+8      |
| 4      | Maria                | 670 mm      | 178 kg  | des″+8    |
| 5      | Barbara              | 590 mm      | 125 kg  | es″+8     |

### Inneres

St. Barbara in Freiburg-Littenweiler, Innenansicht

Der helle Innenraum wird belichtet durch sieben fast raumhohe Fensterflächen, die durch den Kunstmaler Edzard Seeger gestaltet wurden. Sie zeigen in einem Betonraster von Kreisen und Rechtecken Symbole des christlichen Glaubens.
Wichtigste Kunstwerke der Kirche sind die Mosaiken an der Rückwand des Chores und an den Stirnwänden des Kirchenschiffs. Das zentrale Mosaik stellt die Krönung Mariens durch Christus dar. Eine Hand und eine Taube über dieser Darstellung versinnbildlichen Gott Vater und den Heiligen Geist. Zur Seite der Krönungsszene stehen die heiligen Kirchenpatrone, rechts die heilige Barbara mit Turm und Hostie, links der heilige Nikolaus und der heilige Konrad von Parzham. An der linken Stirnwand ist die Mutter Gottes mit dem Jesuskind dargestellt, rechts befindet sich eine Kreuzigungsgruppe. Die Mosaiken wurden von Walther Meyerspeer, Frau G.P. Leonhard und Angelika Khan-Leonhard in der Tradition der Meisterschule von Ravenna unter Verwendung von zahlreichen Goldsteinchen sowie roten und blauen Glas- und diversen Marmorsteinchen gestaltet. Bei der Umgestaltung des Chores im Jahr 1990 wurde unter dem Altarmosaik ein weiteres Mosaik, den brennenden Dornbusch (Ex. 3) darstellend, eingesetzt, in das der Tabernakel eingearbeitet ist.

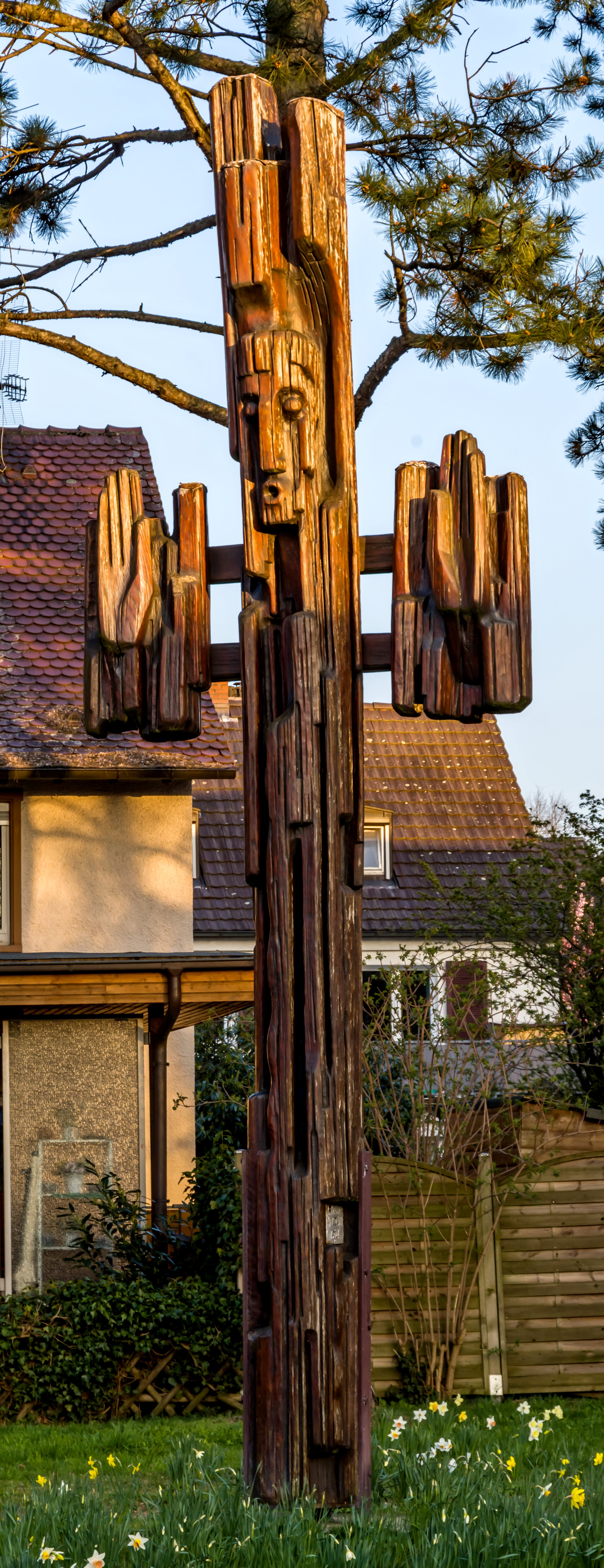
Friedenskreuz von Arthur Bausenhart, 1974

Die Darstellungen  für die Stationen des Kreuzwegs wurden 1966 von Hubert Bernhard aus Muschelkalkstein gehauen.
Im hinteren Bereich der Kirche wurde in einer Nische eine kleine Marienkapelle eingerichtet, in der sich eine Madonnenfigur aus dem 15. Jahrhundert befindet.

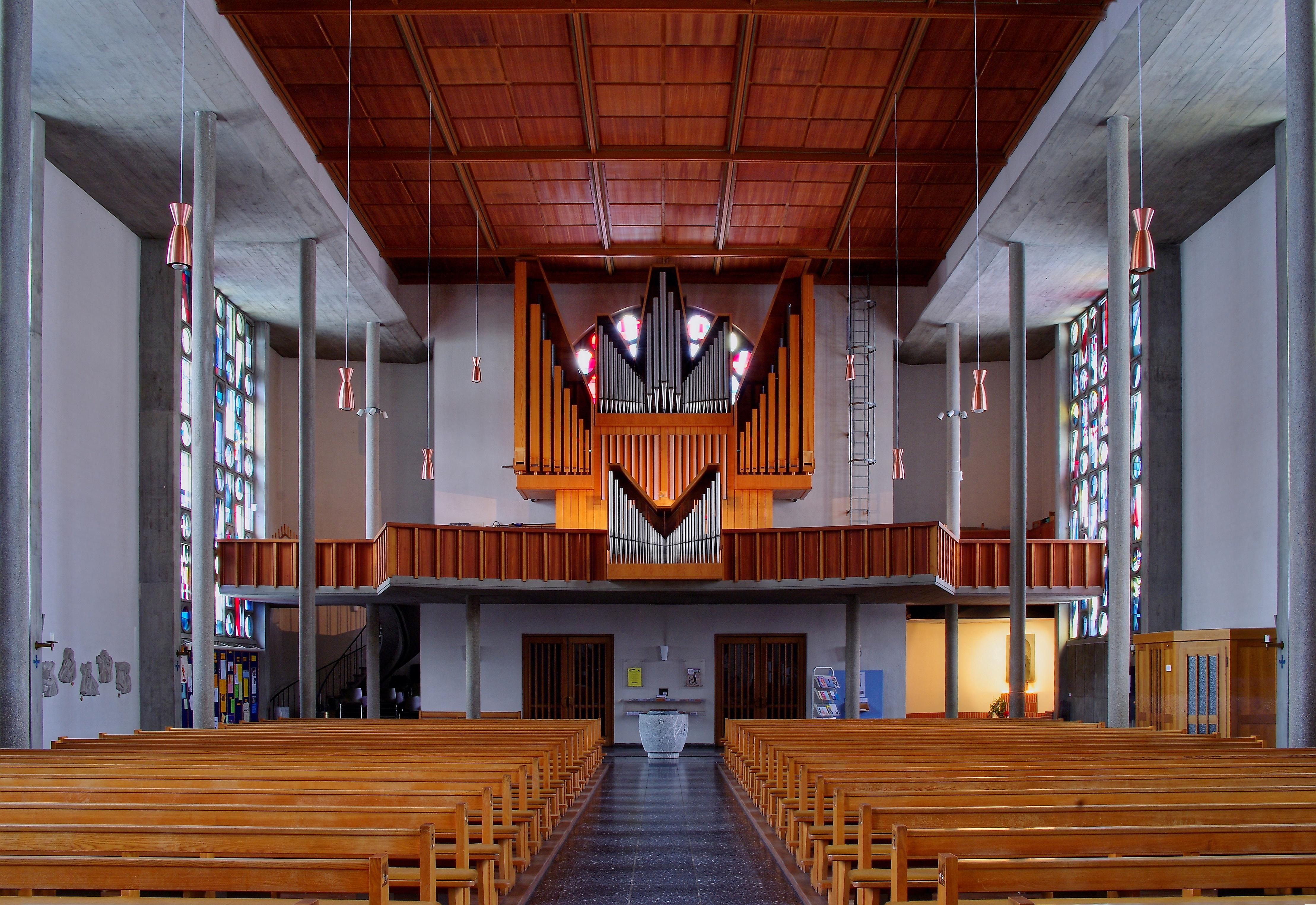
Blick auf die Orgel

In der  Barbarakapelle auf der Ostseite der Kirche steht der in barocken Formen gestaltete Hauptaltar aus der alten Kirche. Das Altarblatt mit einer Darstellung des Martyriums der heiligen Barbara wurde um 1870 gefertigt. Rechts und links vom Altar finden sich zwei barocke Statuen, welche die heilige Barbara und den heiligen Nikolaus darstellen. Über dem Durchgang zum Hauptschiff wurde 2004 ein Mosaik angebracht, das den heiligen Josef von Nazaret als Zimmermann darstellt. Die Seitenkapelle wird heute als Gebetsraum für kleinere Gruppen genutzt.
Die Orgel  wurde  1962 von der Firma Klais Orgelbau aus Bonn als Opus 1249 eingebaut. Sie hat 39 Register auf drei Manualen. 2014 wurde sie vom Berliner Orgelbauer Ekkehard Fehl renoviert. Durch die in der Mitte der Empore aufgebaute Orgel wird die große Fensterrosette  über den Eingangsportalen (leider) weitgehend verdeckt.

## Friedenskreuz
Auf dem Leonhard-Grimm-Platz, gegenüber der Kirche, befindet sich seit 1983 ein sechs Meter hohes Friedenskreuz, das 1974 von Arthur Bausenhart (1910–2005) geschaffen wurde. Es stand ursprünglich am Waldrand oberhalb des Dorfes und ersetzte ein erstes Friedenskreuz von Andreas Heizler, das 1948 dort errichtet worden war, wegen Zerfall dann aber ersetzt wurde.